# Tiger Woods PGA Tour (datorspelsserie)
Tiger Woods PGA Tour är en serie golfspel för Windows och diverse spelkonsoler som utvecklas av Electronic Arts.

## Bakgrund & historia
Innan EA kontaktade Tiger Woods hade de redan haft två golfspel på marknaden:
- World Tour Golf (1986)
- PGA Tour series (1990-98)

Meningen var redan från början att vidareutveckla PGA Tour Golf-serien och lägga till Tiger Woods namn istället för att börja om från början med ett helt nytt spel, vilket hade varit mycket mer kostsamt.
De tidiga versionerna av Tiger Woods Golf producerades av Richard Hilleman, en av personerna bakom EA Sports, samt Jon Horsley och spelprogrameraren Steve Cartwright.
Det första spelet i serien med Tigers namn var Tiger Woods '99, som släpptes 1998. Nästkommande år ändrades speltiteln till Tiger Woods PGA Tour X, där X står för året för motsvarande säsong (vanligtvis året efter det året som spelet släpps). För tillfället har det utkommit åtta spel med Tiger Woods namn på.
Tiger Woods PGA Tour Golf är titeln på det första spelet som släpptes till Game Boy Advance och motsvarar 2003 års version till Windows.
Tiger Woods PGA Tour heter det första som släpptes till både Nintendo DS och PlayStation Portable vilket motsvarare 2005 års Windowsversion.
Även om nästan allt tagits fram av EA studios, så har de använt sig av utomstående spelutvecklare, som till Tiger Woods PGA Tour 2001 för Playstation, vilket utvecklades av Stormfront Studios.
År 2000 släpptes ett arkadliknande spel vid namn CyberTiger till PlayStation, Nintendo 64 och Game Boy Color.

## Spelidé
Gemensamt för alla versioner av spelet är att man kan välja mellan att vara flertalet professionella golfare och spela på många olika verkliga golfbanor. De flesta spelen har diverse utmaningar och turneringar som man, om man klarar dem, blir belönad med pengar och/eller skicklighetspoäng. Spelare får också möjligheten att köpa och utforma sina egna banor.
Att styra svingen är något unikt för ett golfspel. De flesta (nuvarande och tidigare) har bestämts av att man fårr klicka på en knapp för att bestämma hastighet, vinkel etc. I Tiger Woods däremot för man musen/joysticken bak i en baksving och sedan fram för att slå till bollen.
2005 kom det, utöver nuvarande riktiga spelare, även gamla kända golfare man kan spela som eller utmana. Bland dessa kan nämnas Jack Nicklaus, Arnold Palmer och Ben Hogan. Detta togs dock bort efter Tiger Woods PGA Tour 2006.
Sedan Tiger Woods PGA Tour 2004 har spelet haft så kallad karriärläge vilket tillåter spelarna att spela turneringar i en kalender år efter år. Liknande det dynastiläge som finns i EA:s NHL-spel.

## Spel i serien
| Titel                       | År   | Plattform                                                                                      |
| --------------------------- | ---- | ---------------------------------------------------------------------------------------------- |
| Tiger Woods '99             | 1998 | Windows, PlayStation                                                                           |
| Tiger Woods PGA Tour 2000   | 1999 | Windows, PlayStation, Game Boy Color                                                           |
| Tiger Woods PGA Tour 2001   | 2000 | Windows, PS2, PlayStation                                                                      |
| Tiger Woods PGA Tour 2002   | 2001 | Windows, PS2                                                                                   |
| Tiger Woods PGA Tour 2003   | 2002 | Windows, Xbox, GameCube, PS2, Mac OS Classic, Game Boy Advance (som Tiger Woods PGA Tour Golf) |
| Tiger Woods PGA Tour 2004   | 2003 | Windows, Xbox, GameCube, N-Gage, Game Boy Advance, PS2                                         |
| Tiger Woods PGA Tour 2005   | 2004 | Windows, Xbox, GameCube, Nintendo DS (som Tiger Woods PGA Tour), PS2, Mac OS Classic           |
| Tiger Woods PGA Tour        | 2005 | PSP, NDS                                                                                       |
| Tiger Woods PGA Tour 2006   | 2005 | Windows, GameCube, Xbox, Xbox 360, PS2, PSP                                                    |
| Tiger Woods PGA Tour 07     | 2006 | Windows, Wii, Xbox, Xbox 360, PS2, PSP, PS3                                                    |
| Tiger Woods PGA Tour 08     | 2007 | Windows, Wii, Xbox 360, PS3, PS2, NDS, Playstation Portable, Mac OSX                           |
| Tiger Woods PGA Tour 09     | 2008 | Wii, Xbox 360, PS3, PS2, PSP                                                                   |
| Tiger Woods PGA Tour 10     | 2009 | PSP, PS2, PS3, Wii, DS, Xbox 360                                                               |
| Tiger Woods PGA Tour        | 2009 | Iphone OS                                                                                      |
| Tiger Woods PGA Tour Online | 2009 | Windows, Mac, Webbläsarebaserat                                                                |
| Tiger Woods PGA Tour 11     | 2010 | PS3, Wii, Xbox 360, Iphone OS                                                                  |
| Tiger Woods PGA Tour 12     | 2011 | PC, PS3, Wii, Xbox 360, IOS, Android                                                           |
| Tiger Woods PGA Tour 13     | 2012 | PS3, Xbox 360                                                                                  |
| Tiger Woods PGA Tour 14     | 2013 | PS3, Xbox 360                                                                                  |